# Johan Ulrik Sebastian Gripenberg
Johan Ulrik Sebastian Gripenberg, född 14 september 1795 på Woipala i Sääksmäki socken, död 12 oktober 1869 i Kyrkslätts socken, var en finländsk friherre, militär och ämbetsman.

## Biografi
Gripenberg föddes i Sääksmäki socken, medan Finland ännu tillhörde Sverige. Han var son till Hans Henrik Gripenberg och far till Sebastian Gripenberg och Maria Furuhjelm.
Efter att först ha ägnat sig åt det militära yrket tog Gripenberg 1828 avsked därifrån som överstelöjtnant. 1831 blev han vice guvernör i Nylands län, men tvingades samma år lämna denna plats, sedan han råkat i tvist med generalguvernören greve Zakrèvski. Därefter ägnade han sig under många år åt jordbruket (1838-1847 var han direktor för Mustiala lantbruksinstitut) och var 1860-1866 chef för den nyinrättade jordbruksexpeditionen i Finlands senat. 1861 fungerade Gripenberg som ordförande i det så kallade Januariutskottet i Helsingfors. 1865 upphöjdes han i friherrligt stånd.